# Hydroptila serrata
Hydroptila serrata är en nattsländeart som beskrevs av Morton 1898. Hydroptila serrata ingår i släktet Hydroptila och familjen smånattsländor. Inga underarter finns listade i Catalogue of Life.